# Semerap
Semerap is een bestuurslaag in het regentschap Kerinci van de provincie Jambi, Indonesië. Semerap telt 1031 inwoners (volkstelling 2010).